# غواصة يو بي-46
يو بي-46 غواصة ألمانية من فئة يو بي2 خدمت في البحرية الإمبراطورية الألمانية خلال الحرب العالمية الأولى. خدمت في البحر الأبيض المتوسط والبحر الأسود، وقد غرقت بلغم في ديسمبر 1916.